# Pattinaggio di velocità ai XXIV Giochi olimpici invernali - 500 m femminile
La gara dei 500 metri femminile di pattinaggio di velocità dei XXIV Giochi olimpici invernali di Pechino è stata disputata il 13 febbraio 2022 sulla pista del National Speed Skating Oval a partire dalle ore 21:56 (UTC+8). Vi hanno partecipato 30 atlete provenienti da 17 nazioni.
La competizione è stata vinta dalla pattinatrice statunitense Erin Jackson, mentre l'argento e il bronzo sono andati rispettivamente alla giapponese Miho Takagi e all'atleta del ROC Angelina Golikova.

## Record
Prima della competizione il record del mondo e il record olimpico erano i seguenti:
| Record mondiale | 36"36 | Lee Sang-hwa Corea del Sud | 16 novembre 2013 Salt Lake City, Stati Uniti |
| Record olimpico | 36"94 | Nao Kodaira Giappone       | 18 febbraio 2018 Gangneung, Corea del Sud    |

Nel corso della competizione non sono stati migliorati.

## Risultati
| Pos.    | Batteria | Corsia | Atleta                   | Nazione       | Tempo  | Distacco | Note |
| ------- | -------- | ------ | ------------------------ | ------------- | ------ | -------- | ---- |
| Oro     | 14       | I      | Erin Jackson             | Stati Uniti   | 37"04  | -        |      |
| Argento | 4        | O      | Miho Takagi              | Giappone      | 37"12  | +0"08    |      |
| Bronzo  | 13       | I      | Angelina Golikova        | ROC           | 37"21  | +0"17    |      |
| 4       | 4        | I      | Vanessa Herzog           | Austria       | 37"28  | +0"24    |      |
| 5       | 7        | O      | Jutta Leerdam            | Paesi Bassi   | 37"34  | +0"30    |      |
| 6       | 9        | I      | Femke Kok                | Paesi Bassi   | 37"39  | +0"35    |      |
| 7       | 10       | O      | Kim Min-sun              | Corea del Sud | 37"60  | +0"56    |      |
| 8       | 11       | O      | Dar'ja Kačanova          | ROC           | 37"65  | +0"61    |      |
| 9       | 14       | O      | Kaja Ziomek              | Polonia       | 37"70  | +0"66    |      |
| 10      | 15       | I      | Ol'ga Fatkulina          | ROC           | 37"76  | +0"72    |      |
| 11      | 15       | O      | Andżelika Wójcik         | Polonia       | 37"78  | +0"74    |      |
| 12      | 7        | I      | Jin Jingzhu              | Cina          | 37"88  | +0"84    |      |
| 13      | 8        | O      | Michelle de Jong         | Paesi Bassi   | 37"97  | +0"93    |      |
| 14      | 12       | I      | Tian Ruining             | Cina          | 37"982 | +0"94    |      |
| 15      | 10       | I      | Arisa Go                 | Giappone      | 37"983 | +0"94    |      |
| 16      | 5        | O      | Brittany Bowe            | Stati Uniti   | 38"04  | +1"00    |      |
| 17      | 13       | O      | Nao Kodaira              | Giappone      | 38"09  | +1"05    |      |
| 18      | 11       | I      | Kimi Goetz               | Stati Uniti   | 38"25  | +1"21    |      |
| 19      | 12       | O      | Hanna Nifantava          | Bielorussia   | 38"30  | +1"26    |      |
| 20      | 6        | I      | Yekaterina Aidova        | Kazakistan    | 38"54  | +1"50    |      |
| 21      | 5        | I      | Marsha Hudey             | Canada        | 38"79  | +1"75    |      |
| 22      | 9        | O      | Brooklyn McDougall       | Canada        | 38"84  | +1"80    |      |
| 23      | 3        | O      | Martine Ripsrud          | Norvegia      | 38"95  | +1"91    |      |
| 24      | 2        | O      | Julie Nistad Samsonsen   | Norvegia      | 39"02  | +1"98    |      |
| 25      | 3        | I      | Nikola Zdráhalová        | Rep. Ceca     | 39"18  | +2"14    |      |
| 26      | 6        | O      | Huang Yu-ting            | Taipei cinese | 39"23  | +2"19    |      |
| 27      | 2        | I      | Sandrine Tas             | Belgio        | 39"37  | +2"27    |      |
| 28      | 8        | I      | Heather McLean           | Canada        | 39"31  | +2"33    |      |
| 29      | 1        | I      | Mihaela Hogaş            | Romania       | 39"45  | +2"41    |      |
| 30      | 1        | O      | María Victoria Rodríguez | Argentina     | 39"70  | +2"66    |      |